# Big Day
Big Day est une série télévisée américaine en treize épisodes de 22 minutes, créée par Josh Goldsmith et Cathy Yuspa, et dont seulement douze épisodes ont été diffusés entre le 28 novembre 2006 et le 30 janvier 2007 sur le réseau ABC.
Cette série a été doublée mais reste inédite dans tous les pays francophones.

## Synopsis
Tous les détails comptent le jour d'un mariage, et les plus petites imperfections sont une question de vie ou de mort. Quelle salade choisir pour le repas ? Vous pensez qu'il s'agit d'une décision anodine mais lorsque la mère de la mariée en fait la question la plus importante de toute sa vie et que vous êtes le traiteur, vous avez tout intérêt à choisir la bonne.
Ce n'est que le début, les catastrophes s'enchaînent : la demoiselle d'honneur a accidentellement ingéré les lentilles de contact du témoin et le père de la mariée veut annuler le mariage ! Et ce n'est pas tout… Alice et Danny veulent se marier, mais ce jour heureux risque fort bien d'être le plus long de leur vie.

## Distribution

### Acteurs principaux
- Marla Sokoloff (VF : Laura Blanc) : Alice
- Josh Cooke (VF : Laurent Mantel) : Danny
- Miriam Shor (VF : Annabelle Roux) : Becca
- Stephnie Weir (en) (VF : Nathalie Regnier) : Lorna
- Wendie Malick (VF : Frédérique Tirmont) : Jane
- Kurt Fuller (VF : Jean-Claude Robbe) : Steve
- Stephen Rannazzisi (en) (VF : Damien Ferrette) : Skobo

### Acteurs récurrents
- Leslie Odom Jr. (VF : Jérôme Berthoud) : Freedy (9 épisodes)
- Terry Chen (VF : Vincent Ropion) : Johnny (8 épisodes)
- Stephen Tobolowsky : The Garf (5 épisodes)
- Steve Berg : Carl (4 épisodes)
- Amy Laughlin (VF : Vanina Pradier) : Shampagne (3 épisodes)
- Eddie McClintock (VF : Pierre Tessier) : Dr Scott (3 épisodes)
- Anne Dudek (VF : Catherine Hamilty) : Brittany (3 épisodes)
- Diora Baird : Kristin (3 épisodes)

 Source et légende : version française (VF) sur RS Doublage

## Production
Le projet a débuté en octobre 2005 sous le titre A Day in the Life et une commande de pilote officialisée fin janvier 2006.
Le casting débute en mars avec Wendie Malick, Josh Cooke et Marla Sokoloff. Puis en avril, Stephnie Weir est promue à la distribution principale.

## Épisodes
1. Pilot
2. The World According to Garf
3. Skobo and Alice Hooked Up
4. The Bachelor Party
5. Stolen Vows
6. Alice Can't Dance
7. Boobzilla
8. War with the Neighbors
9. The Unstable Minister
10. Last Chance to Marry Jane
11. Magic Hour
12. The Ceremony
13. The $10,000 Gift